# Monofader
Monofader — futurepop/synthpop сайд-проект Себастиана Комора (Icon of Coil, Bruderschaft, Komor Kommando, Zombie Girl) с норвежцем Richanrd Bjørklund. Музыку, создаваемую коллективом, можно описать смешением звучания Erasure и Depeche Mode.

## История
В 2001 году Richanrd Bjørklund и Себастиан Комор начали работать вместе, называясь Off:Tribe, они создали композицию «Solid Ground (v.2.0)», которая была выпущена на сборнике Serial Killer Electronics, Tatra Records в 2002 году. Они записали 6 демо композиций, которые были позитивно встречены лейблами и слушателями, однако из-за активной параллельной работы в других коллективах выхода альбома пришлось ждать до 2004 года. Альбом Frost был выпущен на Infacted Recordings в Европе, Metropolis Records в Америке и Art Music Group в ex-СССР.
Позже Себастиан Комор переезжает в Канаду и работа над созданием нового альбома под названием Everything Changes but the Sea приостановилась, так как проект не является приоритетным..

## Дискография

### Альбомы
- Frost (Infacted, Metropolis), 2004

### Сборники
- :Per:Version: Vol. 13 (CD, Enh, Smplr) — Why? (Namnambulu Remix) — :Ritual: 2004
- Electropop Heroes Volume Two (CD, Comp) — Behind — Memento Materia 2004
- Infacted 1 (CD) — Why? (Namnambulu Remix) — Infacted Recordings 2004
- Orkus Club Hits 6 (CD) — Scars — Orkus, Angelstar 2004
- Infactious Vol One ◄ (2 versions) — Mimic — Infacted Recordings 2005
- Infactious Vol One (CD) — Mimic — Infacted Recordings 2005
- Infactious Vol One (CDr, Promo) — Mimic — Infacted Recordings 2005
- Orkus Presents The Best Of 2004 (Part 1) (2xCD) — Mimic — Angelstar, Orkus 2005
- Nude For Infused II (File, MP3, Comp, Mixed, VBR) — Mimic — Led Manville 2007